# Партия базового дохода
«Партия базового дохода» (кор. 기본소득당) — политическая партия одной цели в Республике Корея, основанная 19 января 2020 года.

## История
«Партия базового дохода» возникла, когда девятый руководящий состав «Трудовой партии» во главе с Ён Хе Ин подал в отставку 15 июля 2019 года. Перед официальным основанием партии 19 января 2020 года «Партия базового дохода» начала создавать местные отделения партии в городах и провинциях Республики Кореи под лозунгом «600 000 вон в месяц для всех». 7 ноября партия объявила на своей странице в Facebook, что число её членов достигло 5000. 19 января 2020 года партия была официально зарегистрирована в Национальной избирательной комиссии. Партия уделяет особое внимание тому, что её членами являются в основном молодые люди.
Партия присоединилась к партии «Платформа» (партийный список «Демократической партии») 21 марта 2020 года для участия в парламентских выборах 2020 года. Два кандидата от «Партии базового дохода» баллотировались по партийному списку «Платформы», и Ён Хе Ин была избрана. После выборов она вернулась в ряды «Партии базового дохода».

## Идеология

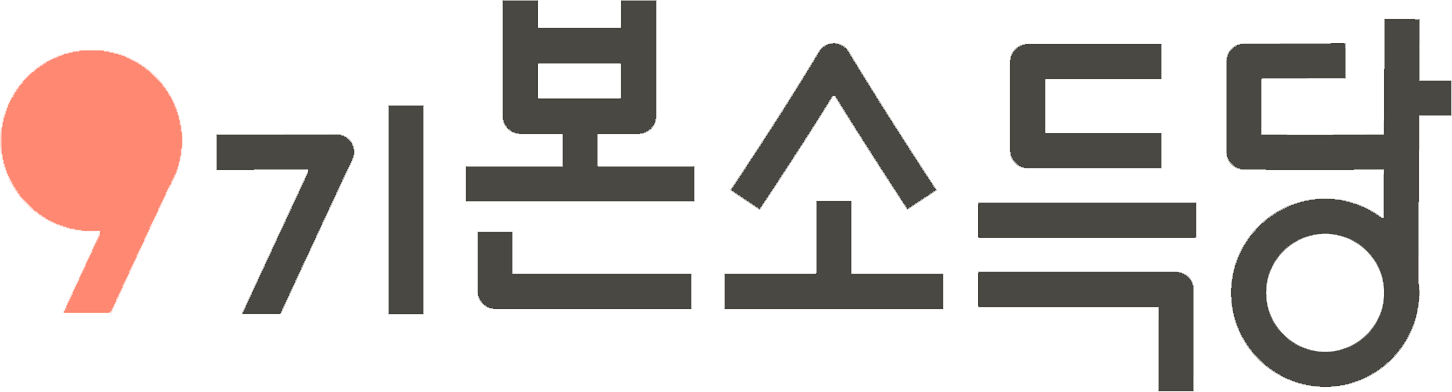
Логотип партии в 2020 году

По состоянию на 2019 год партия выступала за введение безусловного базового дохода в размере 600 000 вон (что на тот момент было примерно эквивалентно 500 долларам США) в месяц для всех граждан страны.
На президентских выборах в 2022 году кандидат от партии О Джун Хо баллотировался, предлагая политику безусловного базового дохода в размере 650 000 вон (примерно 530 долларов США) в месяц для всех взрослых страны.
Хотя у партии нет официальной идеологии, её и её лидера Син Джи Хе (председатель партии в 2020—2022 годах) называют социально либеральными, защищающими феминизм и права ЛГБТ, а также стремящимися улучшить систему социальной защиты и устранить социальные недостатки.